# Bronka Klibańska
Bronka Klibańska, född 24 januari 1923 i Hrodna, död 23 februari 2011 i Jerusalem, var en polsk motståndskvinna och förintelseöverlevare. Hon var medlem av ungdomsorganisationen Dror (hebreiska: דרור) och var kurir i Białystoks getto.

## Biografi
Som kurir utförde Klibańska rekognoseringsuppdrag samt smugglade livsmedel och vapen till gettoinvånarna. Hon samarbetade med bland andra Mordechai Tenenbaum, som i augusti 1943 ledde upproret i Białystoks getto. Därtill hjälpte Klibańska förrymda judar och etablerade kontakter mellan gettot och omvärlden. Hon använde namnet "Jadwiga Szkibel" som nom de guerre.
I samband med upproret i Białystoks getto var hon med och organiserade hjälp för de överlevande i gettot att fly till närbelägna partisanläger. När gettoupproret hade kvästs hjälpte Klibańska judar från andra getton och arbetsläger. År 1944 anslöt hon sig till partisanerna, vilka samarbetade med Röda armén. Vid denna tid träffade hon sin blivande make.
Efter andra världskriget emigrerade Bronka Klibańska till Israel, där hon arbetade vid Yad Vashems arkiv.